# Bromoviridae
Bromoviridae es una familia de virus que infectan plantas. Contienen un genoma ARN monocatenario positivo y por lo tanto se incluyen en el Grupo IV de la Clasificación de Baltimore. Incluye seis géneros dividos en 36 especies.

## Géneros
Se han descrito los siguientes géneros:
- Alfamovirus
- Anulavirus
- Bromovirus
- Cucumovirus
- Ilarvirus
- Oleavirus

## Descripción
Los virus de la familia Bromoviridae tienen cápsides con geometrías icosaédricas y baciliformes. No poseen envoltura vírica. El diámetro es de alrededor de 26-35 nm. Los genomas son de ARN monocatenario positivo, lineales y de segmentación tripartita.
La replicación viral se produce en el citoplasma y es lisogénica. La entrada en la célula huésped se logra mediante la penetración en la célula huésped. La replicación sigue el modelo de replicación de los virus de ARN de cadena positiva. La transcripción de los virus de ARN de cadena positiva es utilizando el modelo de iniciación interno de la transcripción de ARN subgenómico. El virus sale de la célula huésped mediante un movimiento viral guiado por túbulos. Las plantas sirven como hospedadores naturales. Las rutas de transmisión son por inoculación mecánicas y contacto.